# Parc naturel des Gallicourts
Le parc naturel des Gallicourts ou vallon des Gallicourts est un site de plus de 43 hectares située à Rueil-Malmaison dans les Hauts-de-Seine en France.
Il fait partie de la Coulée Verte du département des Hauts-de-Seine, son accès se fait par le Chemin des Cormaillons ou la route des hauts Benards.

## Description
Le vallon des Gallicourts est une zone préservée au cœur du parc naturel urbain, qui s’étend de l’étang de Saint-Cucufa aux berges de Seine. Outre les frênes, érables et chênes, il contient quelques variétés anciennes de pommiers, poiriers, pruniers et cerisiers.
D'anciens vergers témoignent de cultures fruitières et maraîchères passées. La faune y est également très présente et les promeneurs peuvent apercevoir une intéressante diversité de papillons, tels que le paon du jour ou le vulcain, et d’oiseaux, notamment la fauvette grisette, le bouvreuil pivoine ou le pic vert. On y croise parfois les discrets chevreuils venus de la forêt voisine croquer quelques tiges de ronces.
Depuis le belvédère des Gallicourts, au bord du chemin des Cormaillons, on voit le panorama de Saint-Germain-en-Laye à La Défense. Des tables d'orientation y sont installées. Un chemin dans la verdure emmène les promeneurs jusqu'aux Berges de Seine. Depuis le 3 octobre 2010, la passerelle des Gallicourts, en surplombant la RD 913, assure la continuité piétonne au sein du parc naturel urbain, entre les coteaux des Gallicourts, d'où elle tire son nom, et la plaine des Closeaux. Ouverte à tous les adeptes des circulations douces (principalement les piétons et les vélos) elle permet aux promeneurs de parcourir jusqu'à 9 km sur le territoire communal sans rencontrer de voitures, dans des espaces naturels préservés, et jusqu'à 20 km en longeant la Seine jusqu'à Gennevilliers.
Les coteaux des Gallicourts sont aussi parcourus par deux sentiers pédagogiques. Ces deux "chemins découvertes" jalonnés de bornes discrètes offrant des informations sur les animaux séjournant dans ces espaces ou encore sur la géographie locale, ont une longueur totale de trois kilomètres. Le parcours « initiation » (1,3 km) permet une première approche de la coulée verte tandis que le parcours « paysage » (1,7 km) offre de superbes aperçus des coteaux des Gallicourts. Pour animer les lieux, un jeu de questions-réponses accompagne les tables d'orientations.

## Historique

### Préhistoire
Les premières traces de population à Rueil-Malmaison datent de la fin de la glaciation de Würm. Un campement temporaire de chasseurs datant du Belloisien (environ -12050 ans) a été mis au jour dans la plaine des Closeaux, sur un ancien bras de la Seine, lors du chantier de l'A 86 entre 1993 et 1999. Superposés sur plusieurs mètres d'épaisseur, des os de rennes, des restes de centaines de chevaux sauvages, des outils de pierre et des traces de foyers ont été mis au jour. Le site a même livré un os de phalange de lion des cavernes, qui serait un des derniers de son espèce dans cette partie du continent européen.
À la suite du réchauffement, la plaine des Closeaux est devenue marécageuse et les populations se sont installées sur les coteaux de la Jonchère. Des trous de poteaux ont permis de reconnaître la forme d'une maison danubienne, habitation typique de cette période. C'est aussi là qu'a été retrouvé le squelette d'une femme âgée de 40-50 ans, vieux de 4500 ans.

### Du Moyen Âge à aujourd'hui
Le coteau des Gallicourts est couvert de vignes dès le XIVe siècle. Les terres appartiennent au château de la Jonchère et sont acquises par Joséphine sous l'empire. Elle y fait bâtir une serre chaude au pied du coteau, en 1805, monument classé et toujours habité, plus connu sous le nom de Petite Malmaison.
Le site est aussi celui de combats lors de la bataille de Buzenval (1870) pendant la guerre franco-prussienne.

## Galerie

Belvédère de Gallicourts
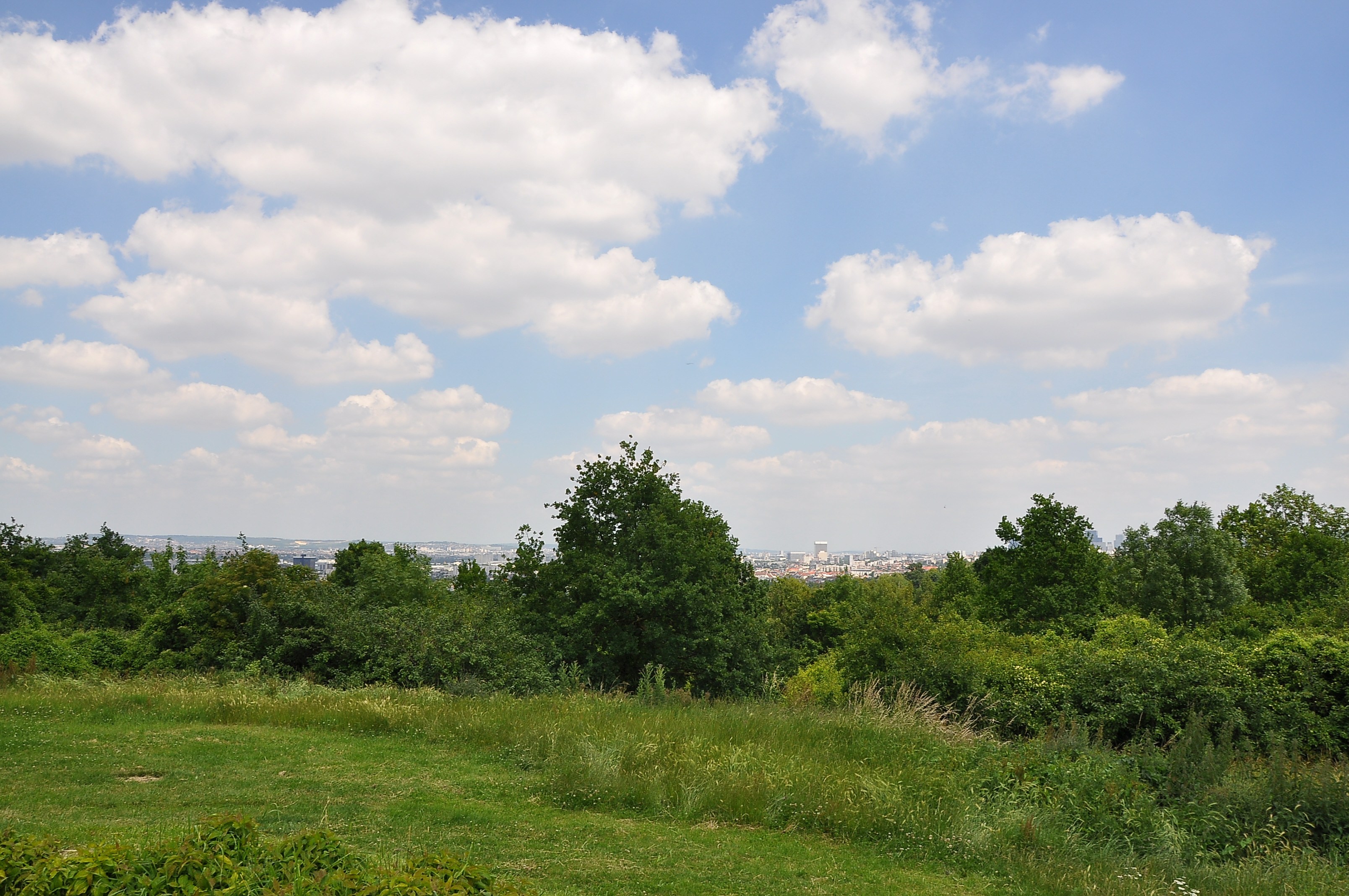
Le panorama
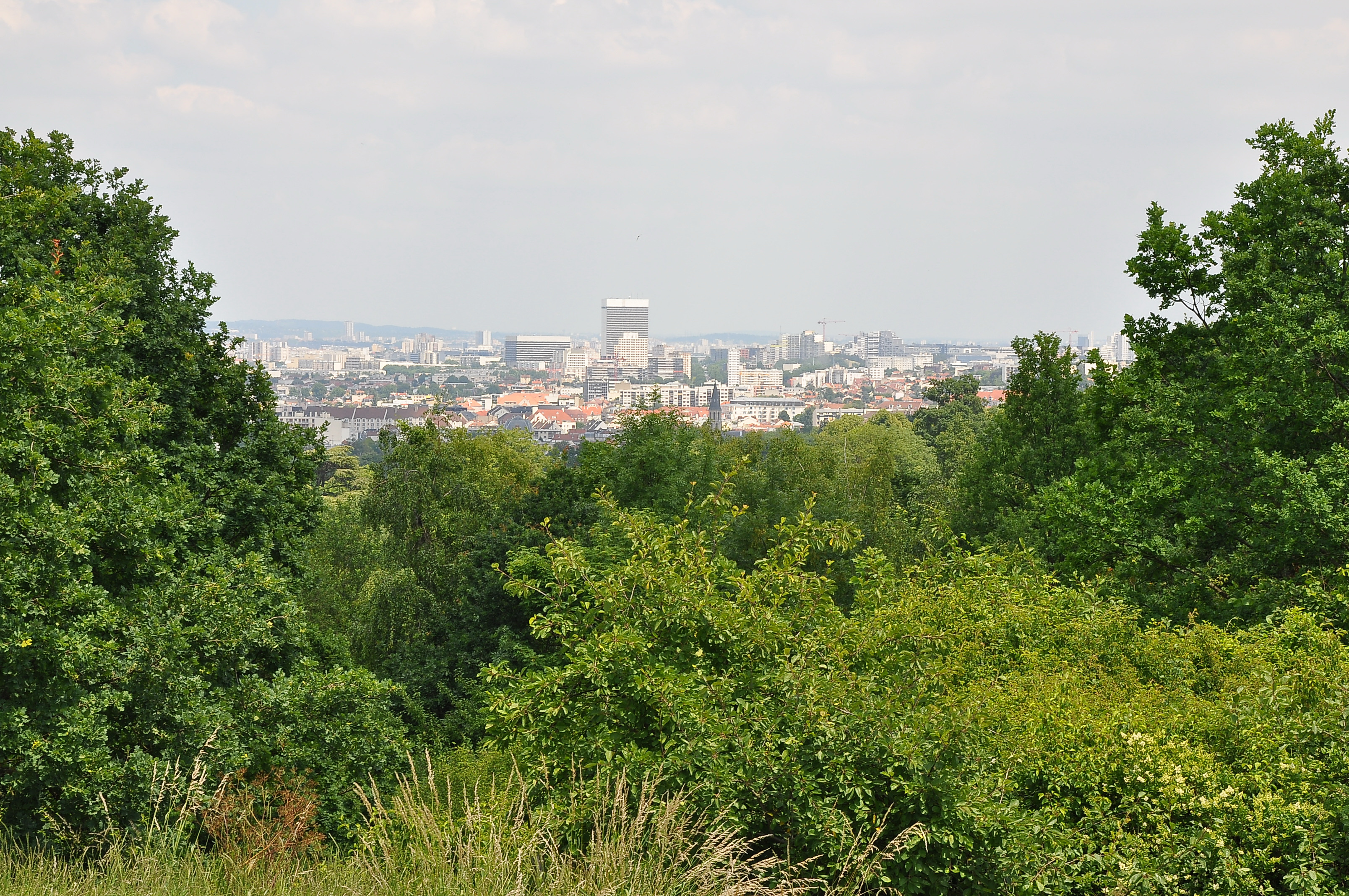
Vue vers Nanterre
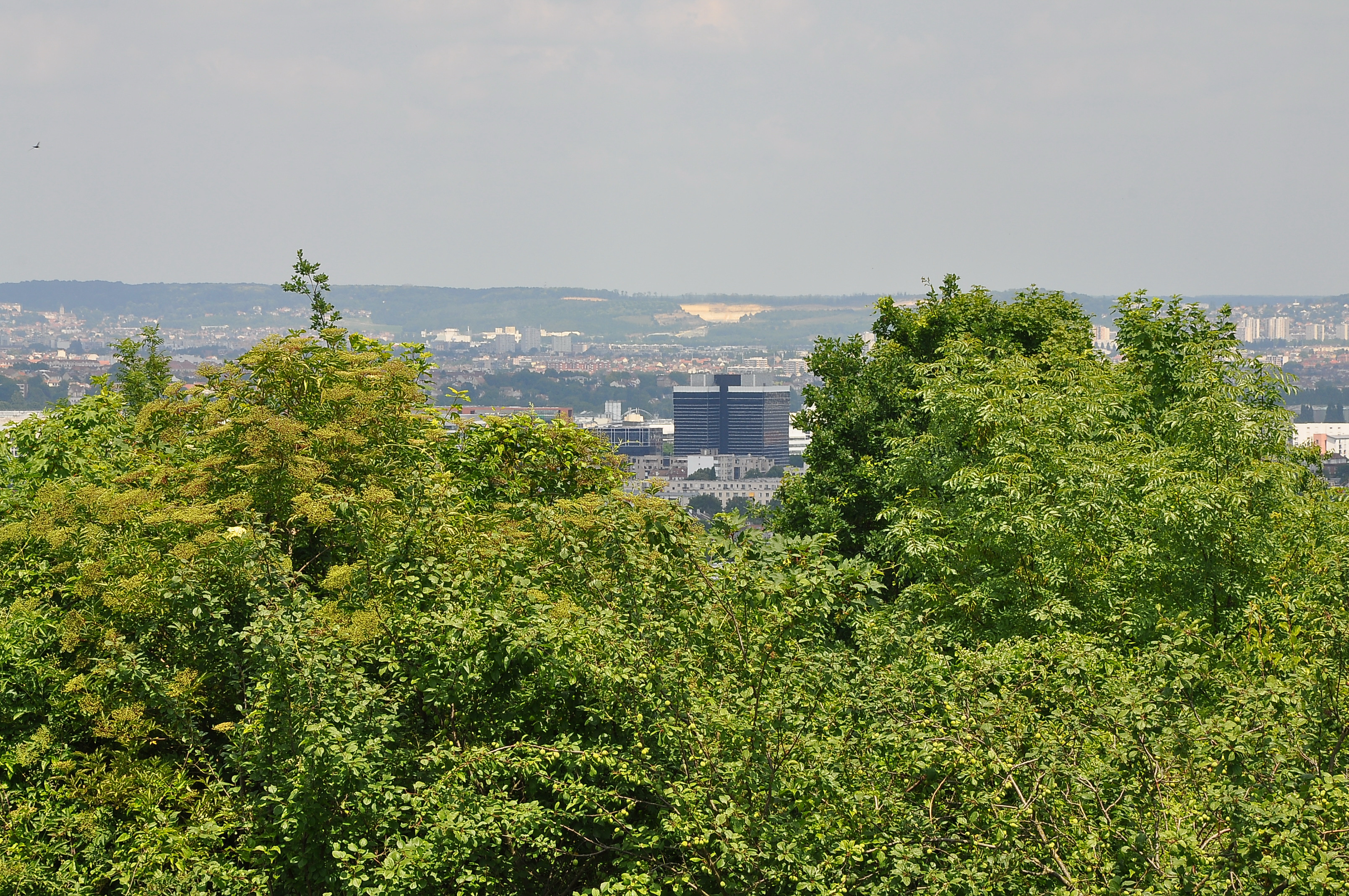
Vue du belvédère vers Rueil
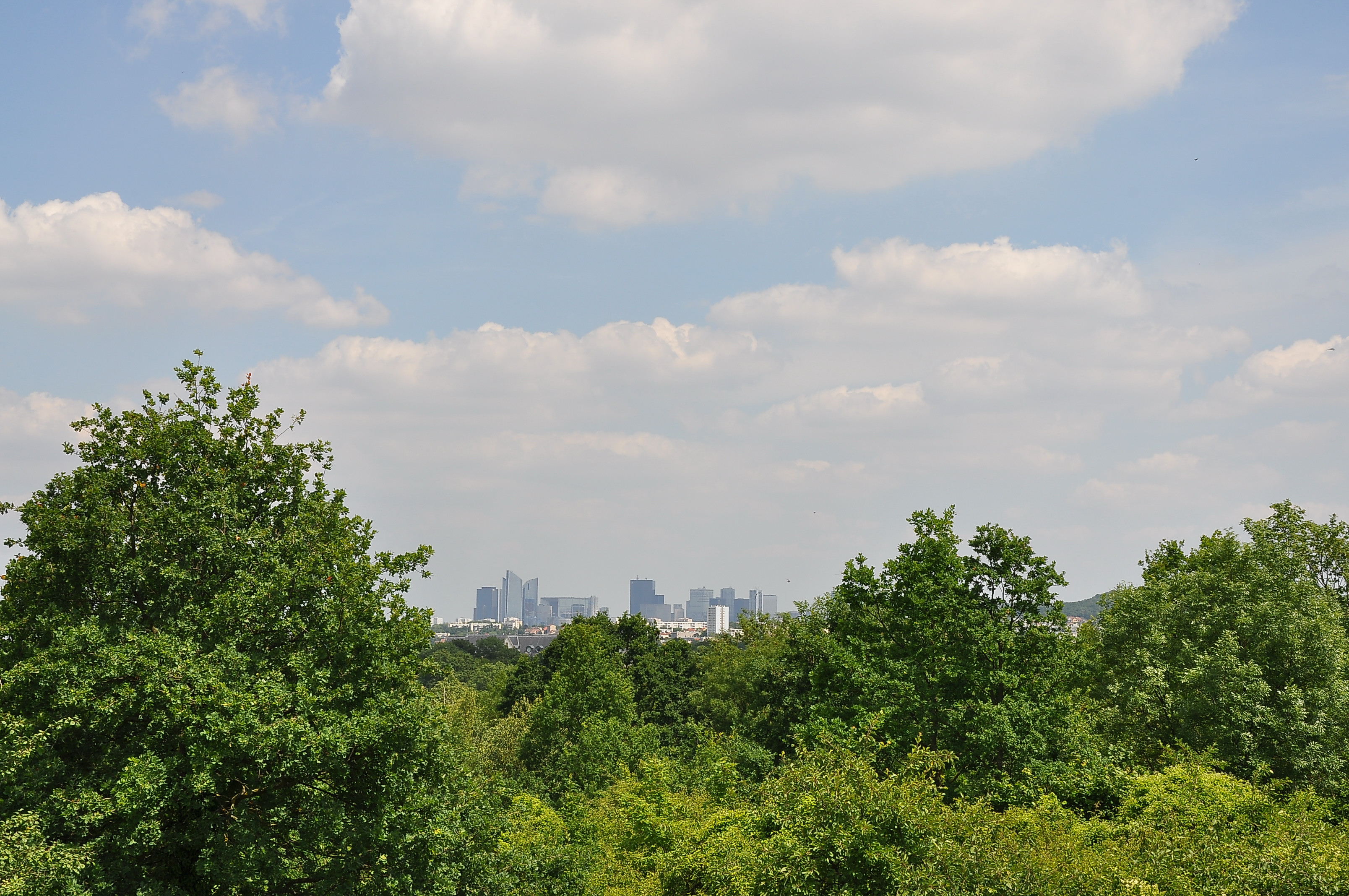
Vue du belvédère vers La Défense
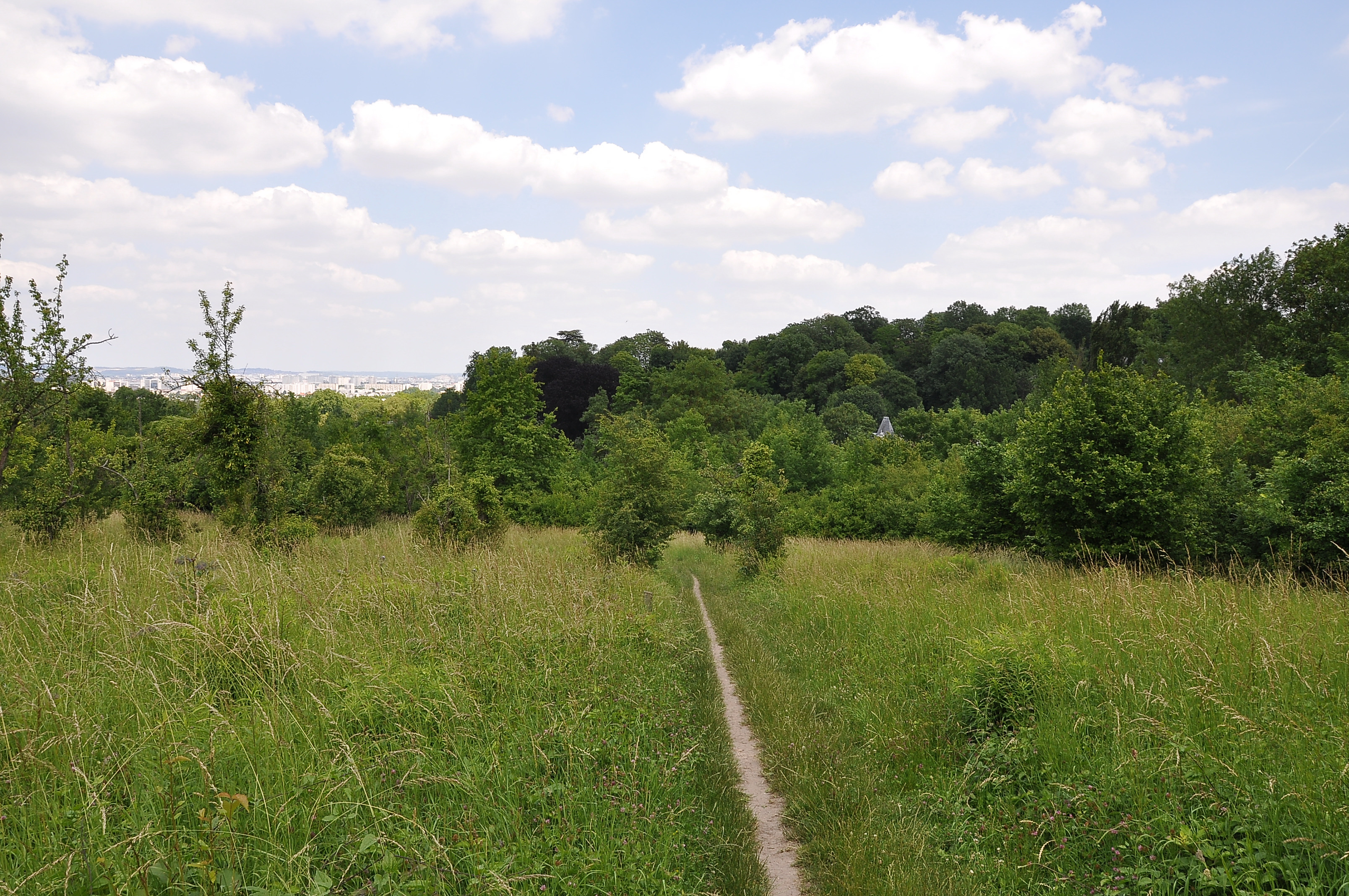
Chemin descendant vers la Seine

Plaine des Closeaux et Passerelle des Gallicourts
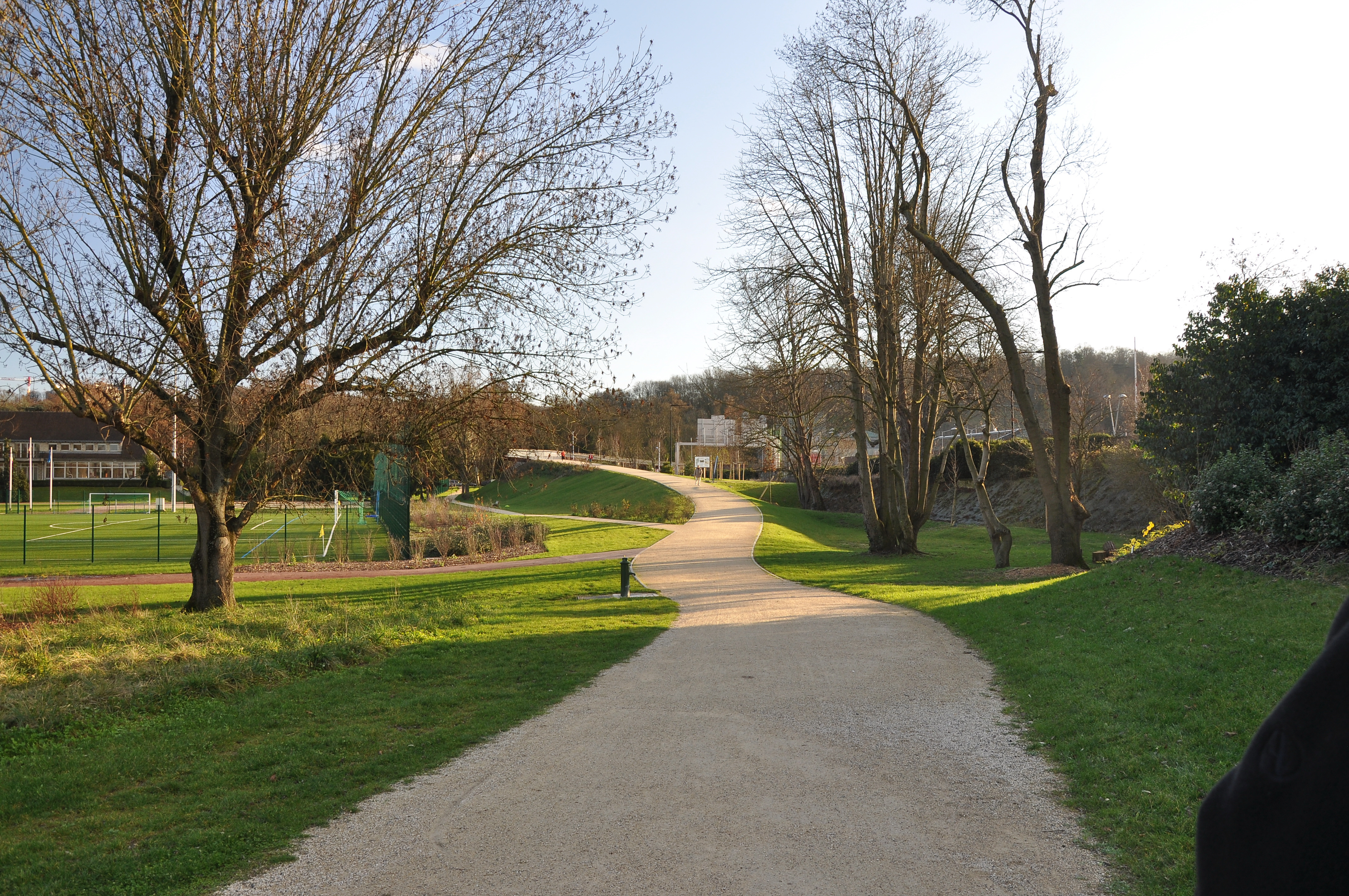
Chemin de la passerelle
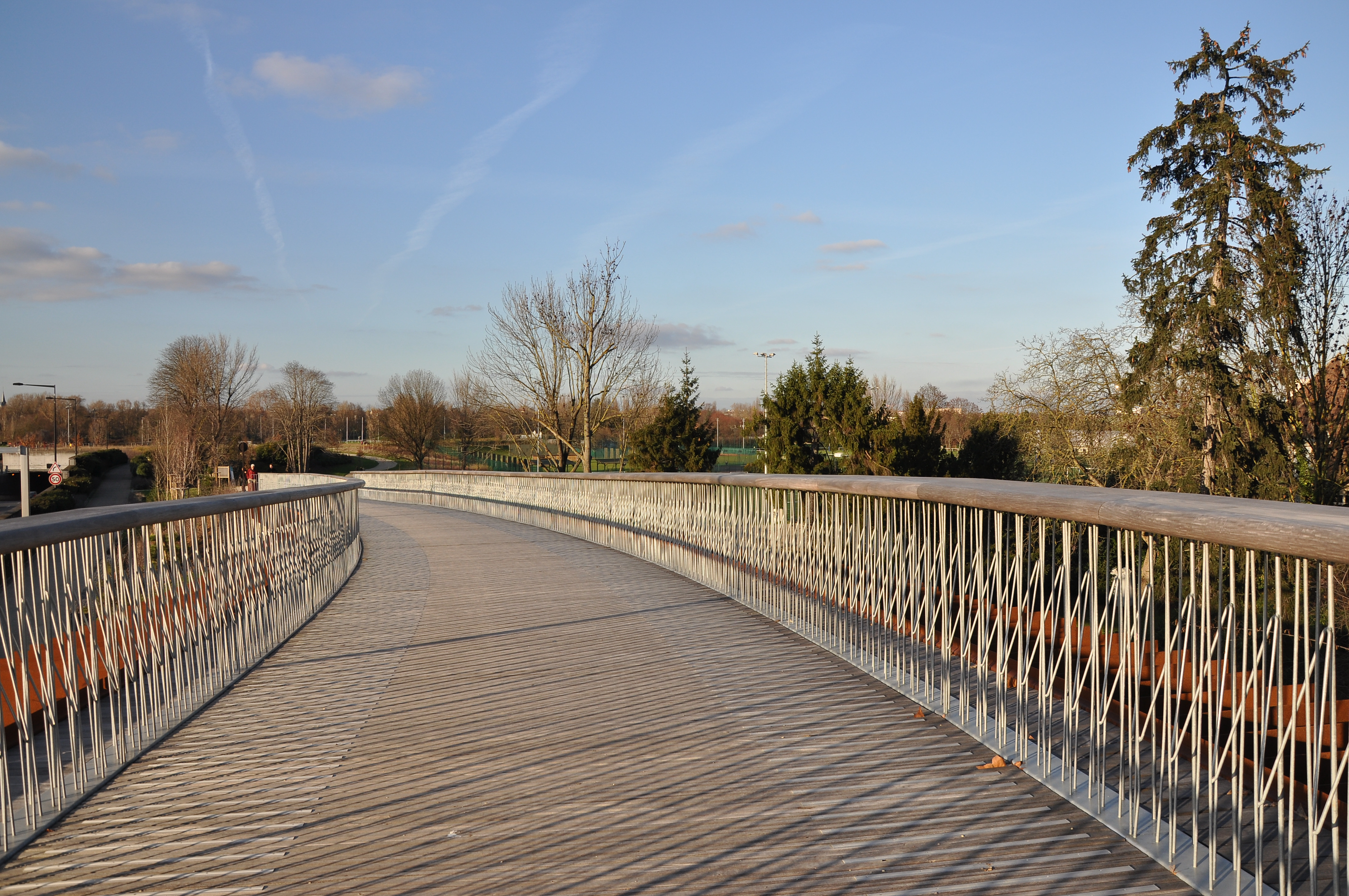
Passerelle des Gallicourts
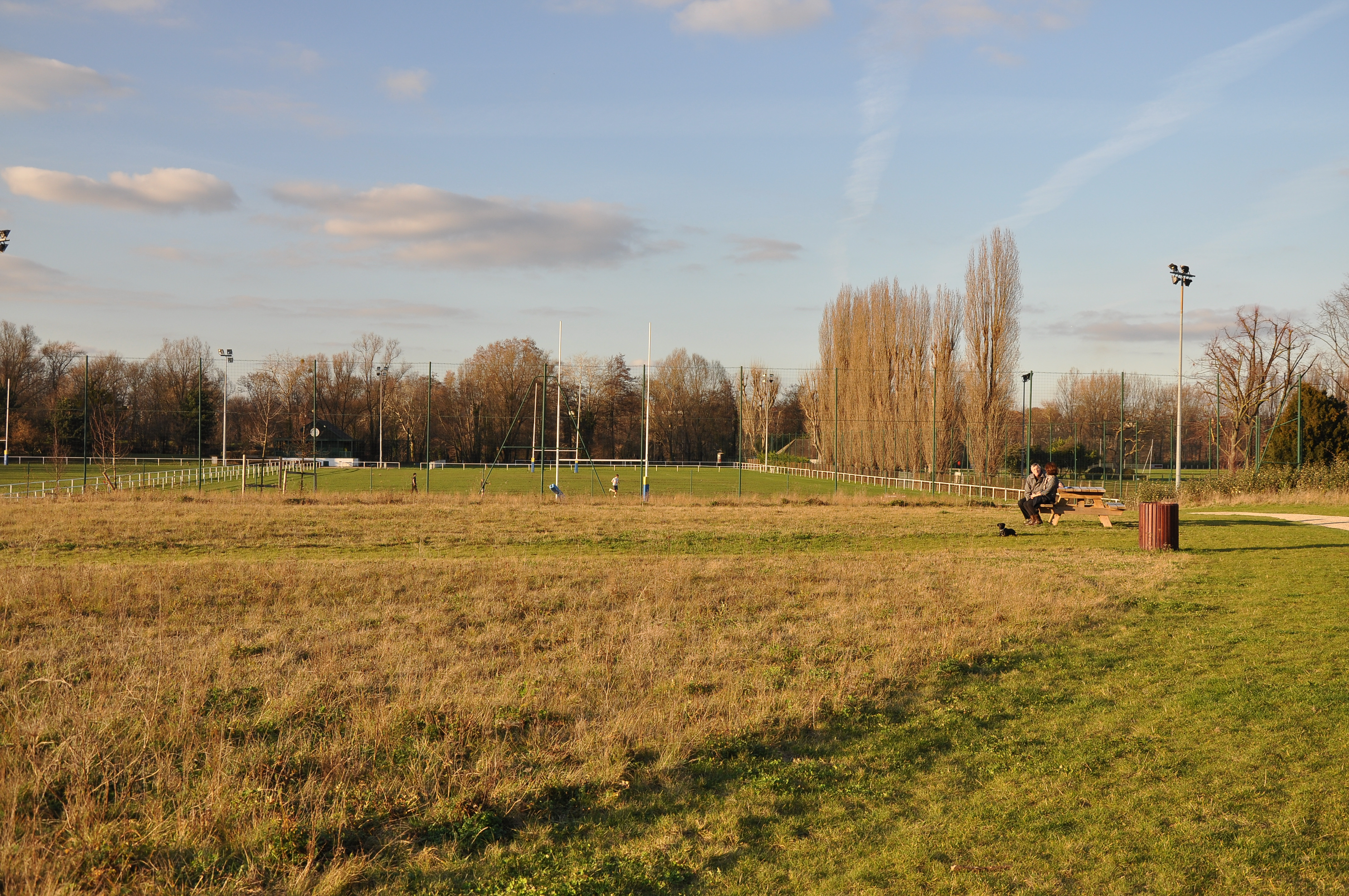
Partie couverte de l'autoroute A86
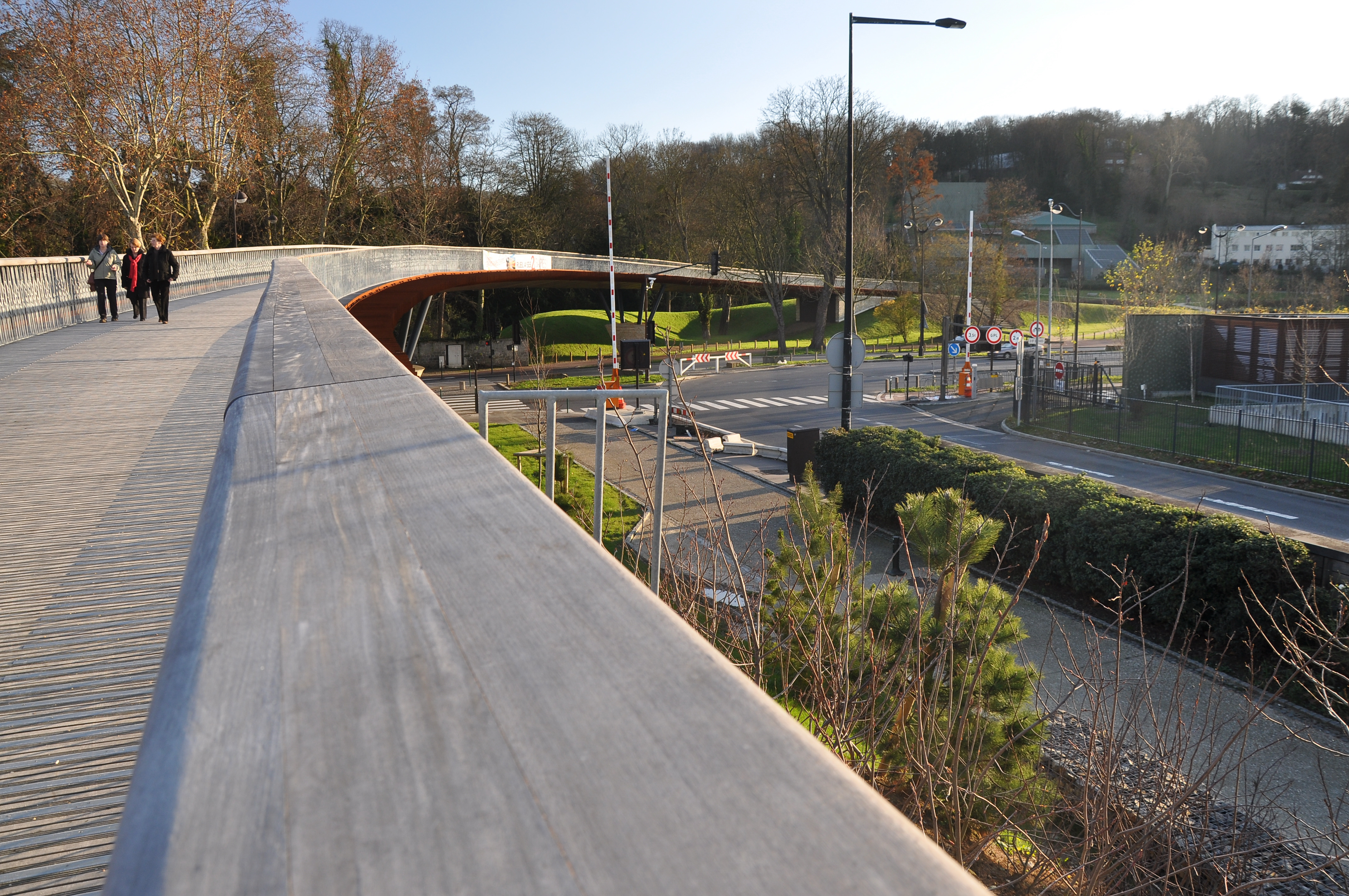
Passerelle surplombe l'entrée du tunnel
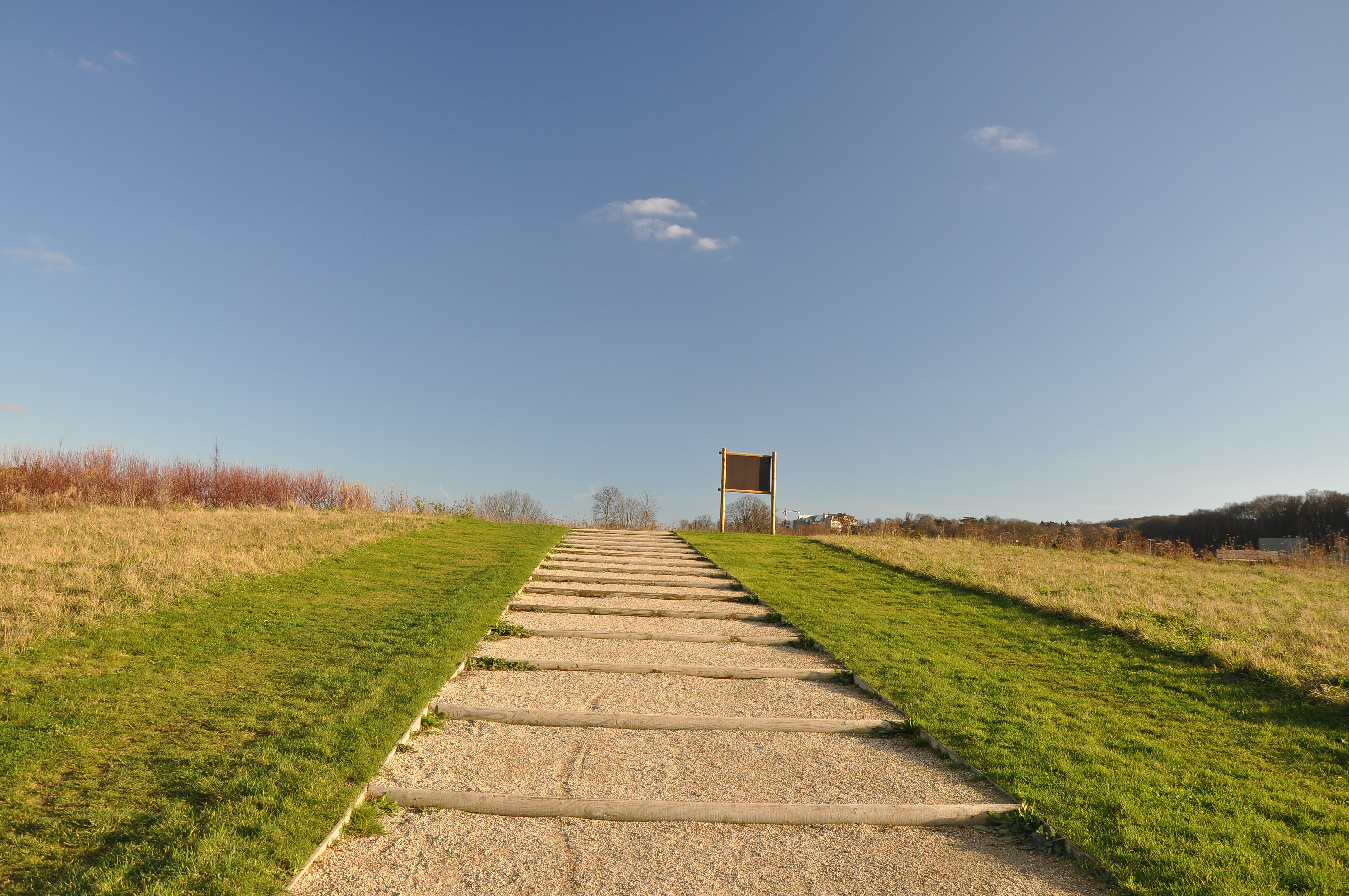
Plaine des Closeaux

## Pour approfondir